# Tricyphona smithae
Tricyphona (Pentacyphona) smithae là một loài ruồi trong họ Pediciidae. Chúng phân bố ở vùng sinh thái Nearctic.